# Platybunus arbuteus
Platybunus arbuteus is een hooiwagen uit de familie echte hooiwagens (Phalangiidae).